# 人面瘡

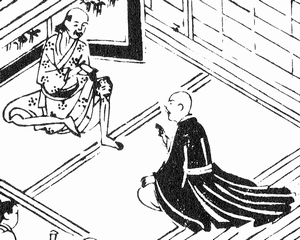
浅井了意『伽婢子』巻之九より「人面瘡」。左上の男性の左膝に人面疽が見える。

人面瘡（じんめんそう）、人面疽（じんめんそ）は、妖怪・奇病の一種。体の一部などに付いた傷が化膿し、人の顔のようなものができ、話をしたり、物を食べたりするとされる架空の病気。薬あるいは毒を食べさせると療治するとされる。

## 伝説
唐の段成式による『酉陽雑俎』巻十五に記述される以下の逸話が初見とされる。江東のある商人の左腕に、人面のような瘡ができた。苦痛はなかったが、酒をその口に与えれば顔が赤くなり、食べ物を与えれば大抵のものは食べた。たくさん食べれば腹のように膨れ、食べ物を与えなければ腕が痺れた。ある医者が金石草木あらゆる薬を試みに与えてみろと教えたのでその通りにすると、貝母に至って人面瘡は眉を寄せて口を閉じた。商人はこの薬なら効果があると喜んで、葦の筒で口をこじ開けて貝母を流し込んだところ、数日でかさぶたとなって治癒した。
浅井了意著『伽婢子』九巻「人面瘡」には、以下のようにある。山城国小椋（現・京都府宇治市小倉町）で、ある農夫が体調を崩した末、半年後に左足に腫物ができた。この腫物は人の顔のようで目と口があり、ひどい痛みを伴った。試しにその口に酒を入れてみると酔ったように赤くなり、さらに餅や飯を入れると、物を食べるように口を動かして飲み込んだ。食べ物を与えると痛みがひいたものの、食べ物を与えないと耐え難い痛みに襲われた。そのうちに農夫は骨と皮ばかりに痩せこけ、あちこちの医者を頼ったがまったく効果はなく、死を待つばかりとなった。そこへ諸国を旅している修行者が訪れ、腫物を治す手段を知っていると言うので、農夫は田畑をすべて売却して金に換え、代金を支払った。修行者はその金でさまざまな薬を買い集め、一つずつ腫れ物の口に入れたところ、腫れ物はそれをことごとく飲み込んだが、貝母（ばいも）という物だけは嫌がって口にしようとしなかった。そこで貝母を粉末にし、腫れ物の口に無理やり入れたところ、17日後（或いは一七日＜ひとなのか＞後＝1週間後）に腫物は治癒したという。

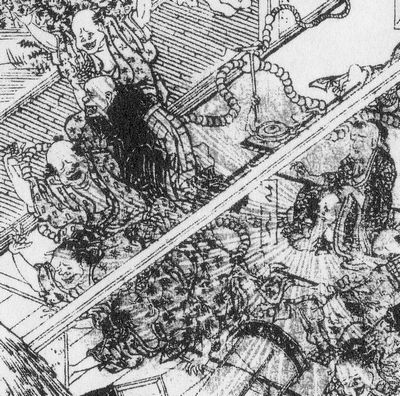
葛飾北斎画『新累解脱物語』。怨霊の祟りで人面瘡が右側の女性の膝に生じ、その毒気で人々が苦しむ様子を描いたもの。

人間の業が人面瘡の原因となる話もあり、横溝正史の小説『人面瘡』の原案とされる『怪霊雑記』には、ある男が女を殺したところ、自分の股にその女の顔の人面瘡ができ、医療も祈祷も効果はなく、切り落としてもまた生じるので、人目を忍んで隠れ住むようになったとある。また怪談で知られる『累ヶ淵』をもとにした曲亭馬琴の小説『新累解脱物語』では、殺された累の怨霊でできた人面瘡が毒気を吹き出し、それを浴びた人々の顔が累と同様の醜い顔になったとされる。奇談集『絵本百物語』には万治年間の奇談として、江戸に住むある男が父と口論になり、父を追いかけて転んで膝を怪我し、その傷が人面瘡になったという話が記載されている。
延宝時代の怪談集『諸国百物語』にはやはり人間の業による人面瘡の話として、以下のように述べられている。下総国臼井藩（現・千葉県佐倉市臼井）に住む平六左衛門という男の父が下女に手をつけ、妻は嫉妬のあまり下女を殺害した。以来、父の右肩に腫れ物ができ、その数日後に妻が急死。そして左肩にも腫れ物ができ、両肩の腫れ物が絶えず父に話しかけ、父が無視すると死ぬほど呼吸に苦しむようになった。あるときにこの家に泊まった旅の僧が事情を知り、父の両肩の腫れ物に対して法華経を唱えると、腫れ物から蛇が現れたので、それを引き抜いて塚に埋め、経を読んで供養したところ、ようやく父の腫れ物は癒えたという。
文政11年（1828年）の平田篤胤の婿養子平田銕胤の日記には、上総国で聞かされた「腫れ物の口に食い物を与えると痛みが収まる」奇怪な人面瘡を持った男の話が記されている。
文政年間に、幕府の御用蘭方医桂川甫賢が仙台の商人が患った人面瘡を診察した。人面瘡は中国の古い医学書にも記述がある事から江戸の医師の関心を引き、奥医師の栗本丹州は診察に立ち会ってスケッチを行っている。のちに甫賢が作成した『人面瘡図説』の閲覧を希望する者が甫賢の家に毎日のように押しかけたため、木版刷りにして配布したという。甫賢の診た人面瘡は好事家の間でも話題となり、『甲子夜話』や『視聴草』などの随筆でも触れられている。
明治時代にも人面瘡の話が新聞記事で報じられている。京都滋賀新報（京都新聞の前身）の明治15年（1882年）8月25日の記事によれば、三重県南牟婁郡で、ある農夫の股のあたりに人間の顔のような腫物ができ、口を開いて食べ物を求める様子だったので、試しに飯を与えたところ、一升ほどの飯をあっという間に平らげ、まだ飽き足らない様子だったという。

## 正体

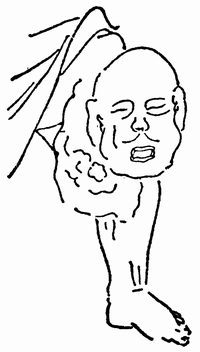
菅茶山『筆のすさび』より「人面瘡」

当時の随筆集『筆のすさび』に引用された桂川甫賢の分析では、腫物の傷口の開いた姿が人間の口のように見え、皺の寄った窪みや傷穴が人間の目鼻に見え、ひくひくと動く患部があたかも呼吸しているように見えるのであり、怪異のものではなく、あくまで顔によく似た腫物と捉えらえている。
実在の病気である象皮病のこととする説もある。